# Microsania ghesquierei
Microsania ghesquierei är en tvåvingeart som beskrevs av Collart 1936. Microsania ghesquierei ingår i släktet Microsania och familjen svampflugor.
Artens utbredningsområde är Kongo. Inga underarter finns listade i Catalogue of Life.